# Micheline d'Allaire
Micheline d'Allaire, née en 1938 à Montréal, est une romancière et historienne canadienne.
Spécialiste des communautés religieuses féminines, elle est l'auteure de nombreux ouvrages et enseigne à l'Université d'Ottawa.

## Biographie
Micheline d'Allaire naît en 1938 à Montréal au Québec. Après avoir obtenu sa maîtrise en histoire à l’Université de Montréal en 1963, elle poursuit ses études et réalise sa thèse de doctorat à l’Université d’Ottawa.
Elle enseigne à l'Université d'Ottawa en tant que professeure. Experte en histoire de la Nouvelle-France, elle publie plusieurs articles dans le Dictionnaire biographique du Canada et sur les religieux montréalais au Québec,.

## Publications
- Origine sociale des religieuses de l’Hôpital-général de Québec (1692-1764), Québec, Revue d'histoire de l'Amérique française, 1970 (ISSN 0035-2357)[4].
- Montée et Déclin d'unefamille noble : les Ruette d'Auteuil (1617-1737), Montréal, Hurtubise HMH, 1980[5].

- Micheline d' Allaire, Vingt ans de crise chez les religieuses du Québec: 1960 - 1980, Éd. Bergeron, 1984 (ISBN 978-2-89247-105-2)[6],[7].
- L'adieu au monde, Québec, Braille Jymico Inc., Charlesbourg, 2009[8].